# Paulina (emperadriu)
Paulina, en llatí Paulina, o potser Cecilia Paulina, fou una emperadriu romana, esposa de Maximí I segons indica Ammià Marcel·lí.
Era de caràcter amable, i mirava de mitigar amb consells encertats el temperament salvatge del seu marit. Maximí I, si es confia en el que diuen Jordi Sincel·le i Zonaràs, finalment la va fer matar.
Fora de Marcel·lí els altres autors només parlen de la dona de Maximí sense donar el seu nom. Els numismàtics suposen que les monedes amb la inscripció Diva Paulina i a l'altre costat la paraula Consecratio (divinitzada), que indica que van ser elaborades després de la seva mort, corresponen a aquesta emperadriu. Va tenir un fill, Màxim Cèsar, o Gai Juli Ver Màxim.